# Trombomodulina
La trombomodulina es una glicoproteína que se encuentra en la membrana de las células de la pared vascular (endotelio vascular). 
Se trata de un potente anticoagulante natural que realiza su acción al unirse con la trombina, formando el complejo trombina-trombomodulina que va a tener un efecto contrario al de la trombina.
La trombina convierte el fibrinógeno en fibrina que a su vez formará el coágulo (coágulo de fibrina), y además activa las plaquetas (trombo plaquetario) y los factores de coagulación Va y VIIIa.
La trombomodulina inhibe la coagulación por dos efectos diferentes:
Un efecto anticoagulante, como el de la heparina, en el que al unirse a la trombina impide que convierta el fibrinógeno en fibrina y por lo tanto la formación del coágulo.
Un segundo efecto por el que al unirse a la trombina activa la proteína C a una velocidad 20000 veces superior a la que se activaría en su ausencia. La proteína C activada inactiva los cofactores Va y VIIIa con lo que inhibe el proceso de coagulación.
La trombomodulina es por tanto un potente anticoagulante , que es difícil de conseguir en cantidades suficientes en su forma natural, pero de la que se pueden obtener cantidades ilimitadas a través de la técnica de DNA recombinante.
En la actualidad ya existen análogos de la trombomodulina con utilidad en el tratamiento y la prevención de las trombosis.

## Historia
Fue descubierta por C.T. Esmon y W.G.Owen que la aislaron de la pared vascular del pulmón de conejo en 1981.
La trombomodulina humana fue purificada en 1984 a partir de la placenta humana por H.H Salem y otros.
Su estructura genética se identificó en 1987 por Suzuki y otros.